# Stockleigh
Stockleigh är en del av en befolkad plats i Australien. Den ligger i kommunen Logan och delstaten Queensland, omkring 33 kilometer söder om delstatshuvudstaden Brisbane. Antalet invånare är 700.
Runt Stockleigh är det glesbefolkat, med 10 invånare per kvadratkilometer.. Närmaste större samhälle är Logan City, omkring 15 kilometer norr om Stockleigh.
I omgivningarna runt Stockleigh växer huvudsakligen savannskog. Genomsnittlig årsnederbörd är 1 424 millimeter. Den regnigaste månaden är januari, med i genomsnitt 275 mm nederbörd, och den torraste är oktober, med 21 mm nederbörd.